# Microvariability and Oscillations Of STars
Microvariability and Oscillations Of STars o MOST es un observatorio espacial de Canadá lanzado el 30 de junio de 2003 mediante un cohete Rokot desde el cosmódromo de Plesetsk.
La misión de MOST es medir las variaciones de luz en las estrellas para buscar exoplanetas y realizar estudios heliosismológicos.
El satélite porta un telescopio de 15 cm de apertura y tecnología canadiense para un control muy preciso de la posición de la nave. También va equipado con un transmisor de radioaficionado.